# Radara yeba
Radara yeba là một loài bướm đêm trong họ Noctuidae.